# 78 ديانا
78 ديانا هو كويكب، يقع ضمن حزام الكويكبات. اكتشف في 15 مارس 1863. وقد اكتشفه روبرت لوثر.

## روابط خارجية
- 78 ديانا في قاعدة بيانات مختبر الدفع النفاث لأجرام النظام الشمسي الصغيرة

- الاكتشاف · مخطط المدار ·  العناصر المدارية · المعلمات المادية

- 78 ديانا على موقع ويكي سكاي: DSS2, SDSS, GALEX, IRAS, Hydrogen α, X-Ray, Astrophoto, Sky Map, Articles and images